# Boudoum
Boudoum (auch: Budum) ist ein Dorf in der Stadtgemeinde Maïné-Soroa in Niger.

## Geographie
Das Dorf liegt am Ufer des Flusses Komadougou Yobé, der hier die Staatsgrenze zu Nigeria bildet. Es befindet sich rund 24 Kilometer östlich des urbanen Zentrums von Maïné-Soroa, das zum gleichnamigen Departement Maïné-Soroa in der Region Diffa gehört. Zu den Siedlungen in der näheren Umgebung von Boudoum zählt Malam Boulamari im Nordwesten.
Boudoum ist Teil der 860.000 Hektar großen Important Bird Area des Graslands und der Feuchtgebiete von Diffa. Zu den in der Zone beobachteten Vogelarten zählen Arabientrappen, Beaudouin-Schlangenadler, Braunrücken-Goldsperlinge, Fuchsfalken, Nordafrikanische Lachtauben, Nubiertrappen, Prachtnachtschwalben, Purpurglanzstare, Rothalsfalken, Sperbergeier und Wüstenspechte als ständige Bewohner sowie Rötelfalken, Steppenweihen und Uferschnepfen als Wintergäste.

## Geschichte
Die Kolonialmacht Frankreich richtete Anfang des 20. Jahrhunderts einen Kanton in Boudoum ein. Dieser wurde 1915 aufgelöst und dem Kanton Maïné-Soroa angeschlossen. In den 1920er Jahren galt die durch Boudoum führende und 1375 Kilometer lange Piste von Niamey nach N’Guigmi als einer der Hauptverkehrswege in der damaligen Kolonie. Sie war in der Trockenzeit bis Guidimouni und wieder ab Maïné-Soroa von Automobilen befahrbar.
Von 2017 bis 2019 kam es in Niger zu einem signifikanten Anstieg von Angriffen auf Schulen durch Boko Haram und weitere islamistische Terrorgruppierungen. Die Schule in Boudoum wurde am Abend des 2. Mai 2027 attackiert, wobei die unbekannten Täter Lehrmittel und Spielzeug beschädigten oder zerstörten. Die Hilfsorganisation Ärzte ohne Grenzen betrieb ab 2017 ein Büro in Maïné-Soroa, das sie 2019 nach einer Attacke unbekannter Angreifer aufgeben musste. Zu den Aktivitäten von Ärzte ohne Grenzen hatten mobile Kliniken in Boudoum und weiteren Dörfern gehört.

## Bevölkerung
Bei der Volkszählung 2012 hatte Boudoum 1375 Einwohner, die in 166 Haushalten lebten. Bei der Volkszählung 2001 betrug die Einwohnerzahl 1132 in 197 Haushalten und bei der Volkszählung 1988 belief sich die Einwohnerzahl auf 594 in 154 Haushalten.
Boudoum ist ein Zentrum der kleinen ethnischen Gruppe der Dietko.

## Wirtschaft und Infrastruktur
In Boudoum wird ein Wochenmarkt abgehalten. Der Markttag ist Freitag. Mit einem Centre de Santé Intégré (CSI) ist ein Gesundheitszentrum im Ort vorhanden. Außerdem gibt es eine veterinärmedizinische Station. Es befindet sich eine Schule im Ort. Das nigrische Unterrichtsministerium richtete 1996 gemeinsam mit dem Welternährungsprogramm der Vereinten Nationen zahlreiche Schulkantinen in von Ernährungsunsicherheit betroffenen Zonen ein, darunter eine für Kinder transhumanter Hirten in Boudoum. Im Dorf wird eine Niederschlagsmessstation betrieben.